# Associação Brasileira de Educação a Distância
A Associação Brasileira de Educação a Distância (ABED) é uma sociedade científica, sem fins lucrativos, voltada para o desenvolvimento da educação aberta, flexível e a distância, fundada em 21 de junho de 1995 por um grupo de educadores interessados em educação a distância e em novas tecnologias de aprendizagem.
Seus objetivos principais são:
- Estimular a prática e o desenvolvimento de projetos em educação a distância em todas as suas formas;
- Incentivar a prática da mais alta qualidade de serviços para alunos, professores, instituições e empresas que utilizam a educação a distância;
- Apoiar a “indústria do conhecimento” do país procurando reduzir as desigualdades causadas pelo isolamento e pela distância dos grandes centros urbanos;
- Promover o aproveitamento de “mídias” diferentes na realização de educação a distância;
- Fomentar o espírito de abertura, de criatividade, inovação, de credibilidade e de experimentação na prática da educação a distância.[1]

Desde 1995 a ABED incentiva as práticas da Educação a Distância (EaD) no Brasil; durante todos estes anos uma das principais mudanças que ocorreram no país foi o fato do Ministério da Educação (MEC), após a publicação da Lei de Diretrizes e Bases da Educação Nacional (1996), ter formado um dispositivo legal para a EaD em nível superior, o qual, se iniciou e começou a autorizar o início das atividades de educação a distância no âmbito do ensino formal para as instituições de ensino, isto é, levando-as à conceder um diploma aos discentes. A segunda mudança importante foi a aceitação advinda das instituições de ensino superior e de seus docentes, pois estes aceitaram a integração de programas de EaD dentro de suas propostas de estudos formais. 
O escopo principal da ABED inclui instituições, empresas, universidades e pessoas interessadas em discutir e aprofundar conhecimentos em educação a distância.
Com esta finalidade, a ABED organiza congressos, seminários, reuniões científicas e cursos voltados para a sistematização e difusão do saber em EAD.
A ABED é membro da Sociedade Brasileira para o Progresso da Ciência – SBPC e filiada a instituições internacionais entre as quais está o International Council For Open and Distance Education – ICDE.
A página da ABED na Internet traz a “Revista Brasileira de Aprendizagem Aberta e a Distância”, trilingue, dedicada a estudiosos de EAD, textos e trabalhos sobre EAD, calendário de eventos, clipping de notícias dos principais jornais, links relacionados a EAD, e endereços de cursos a distância. Está em constante atualização, tendo sempre como foco os associados e as pessoas que pretendem se envolver com esta área do saber pedagógico.
A ABED é composta pelas seguintes categorias de associados: Sócios Individuais: pessoas físicas interessadas na promoção da educação a distância como instrumento de progresso das sociedades democráticas; Sócios Institucionais: pessoas jurídicas interessadas nos objetivos da ABED; Sócios Honorários: pessoas físicas ou jurídicas de notável saber e que, por isso, são distinguidas pela ABED e Sócios Mantenedores: pessoas jurídicas que colaboram significativamente no intuito de incrementar o trabalho da ABED.
O objetivo maior da Associação é, portanto, o incremento do saber compartilhado em educação a distância e a crença de que, tal modalidade educativa já é uma realidade e um paradigma educacional adequado às grandes mudanças deste milênio.
A sede administrativa da ABED está localizada em São Paulo, mas 27 pólos instalados em vários estados da União garantem a representação nacional da Associação, permitindo ampla cobertura para suas atividades.

## Polos ABED
Acre, Bahia, Brasília, Campinas (SP), Ceará, Espírito Santo, Goiás, Governador Valadares (MG), Belo Horizonte, Manaus, Maranhão, Minas Gerais, Pará, Paraná, Pernambuco, Ribeirão Preto (SP); Rio de Janeiro, Rio Grande do Sul, Santa Catarina, Santo André (SP), São Paulo, Sergipe, Santos (SP), Uberaba, Campo Grande,  Inglaterra (UK).

## SENAEDs
Os SENAEDs - Seminários Nacionais ABED de Educação a Distância ocorrem anualmente, no primeiro semestre. Em 2009, o 7º SENAED "Polifonia na Docência e Aprendizagem Online" foi organizado pela primeira vez totalmente online.

## RBAAD - Revista Brasileira de Aprendizagem Aberta e a Distância
A ABED possui uma revista científica internacional, a RBAAD - Revista Brasileira de Aprendizagem Aberta e a Distância. Ela tem como objetivo contribuir para o avanço do conhecimento, da teoria e da prática do ensino e aprendizagem interativa a distância, em todos os níveis educacionais, com o uso de todas as formas de tecnologia disponíveis. O público desta Revista é multidisciplinar e inclui professores de ensino fundamental, médio, de graduação e pós-graduação, pesquisadores, especialistas em desenvolvimento de recursos humanos e administradores.